# Kawasaki Z 1300

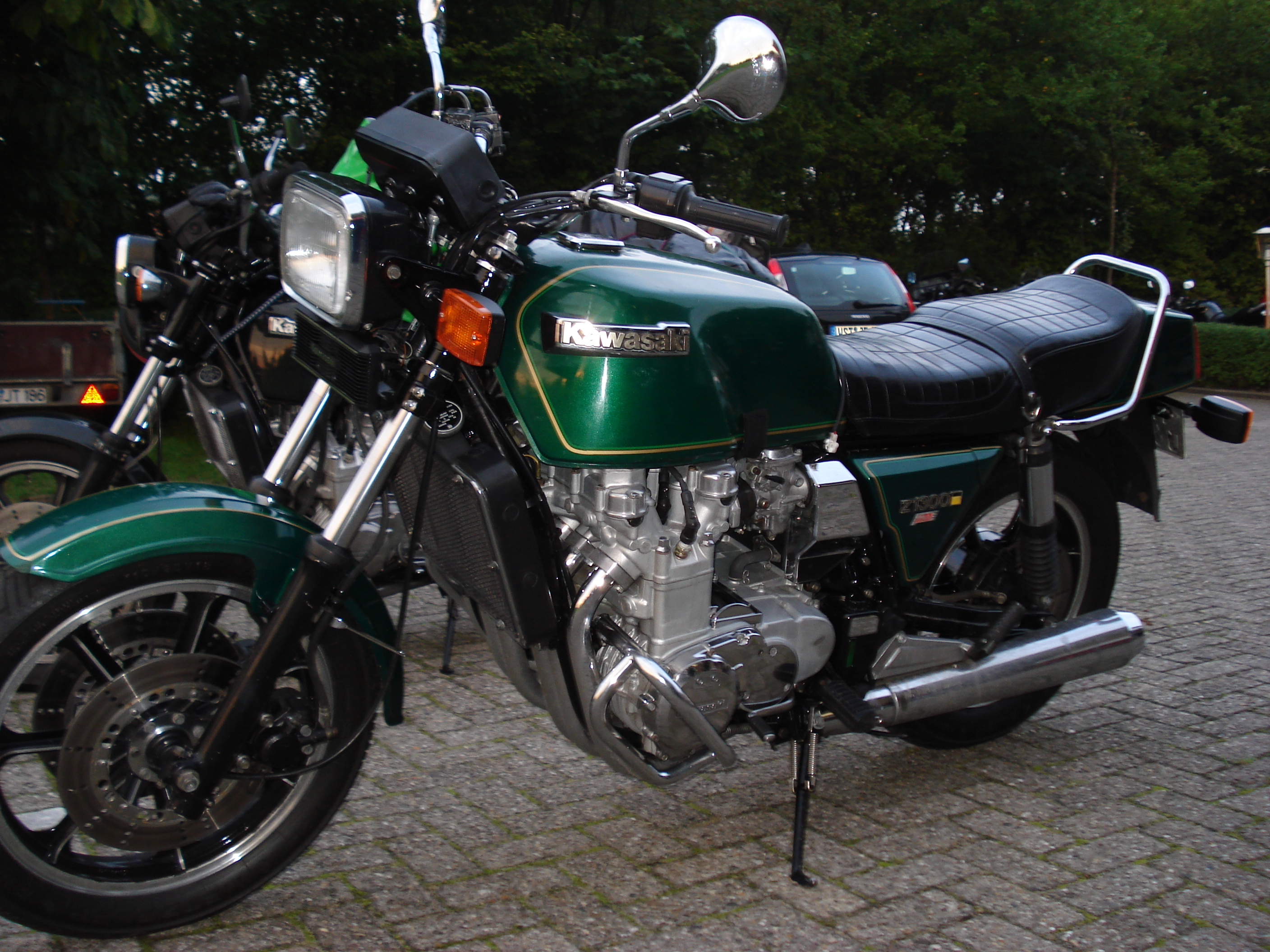
Een Kawasaki Z 1300

De Kawasaki 1300 is een watergekoelde 6-cilinder 1300cc motorfiets die tussen 1979 en 1989 is geproduceerd. Er waren een aantal verschillende modellen, bekend als de Z1300, KZ1300, ZG1300 en ZN1300. In eerste instantie was de motor bedoeld als sportmotor, maar werd voor de presentatie in 1978 omgedoopt tot toermotor.
Vanwege zijn gewicht en hoge aanschafprijs, alsmede zijn hoge benzineverbruik, werden de 1300 modellen vooral in Europa niet goed verkocht. Desondanks werd de Z1300 een legendarisch model, vooral dankzij zijn soepel lopende zescilindermotor. Bij de introductie van de motorfiets werden er in Europa dankzij zijn vermogen van 120 pk nieuwe wetsartikelen opgesteld om grenzen te stellen aan het maximaal vermogen dat een motor mag hebben.
De introductie van de Z1300 leidde tot de term Superbike door zijn grote vermogen en afmetingen. Tijdens de 10 jaar dat de motor verkocht werd, werden de carburateurs vervangen door elektronische injectie en werd de vering zowel voor als achter verbeterd naar luchtvering. Alhoewel het injectiesysteem werd gemonteerd om het brandstofverbruik te reduceren, werd mede door een aantal andere veranderingen het vermogen van de motor verhoogd tot 130 pk bij 8000 toeren per minuut en het maximale koppel tot 118  Nm bij 7000 tpm.
In Amerika was het model uitgevoerd met een windscherm, zadelkoffer en opnieuw ontworpen frame. Dit nieuwe model werd "Voyager" genoemd, terwijl in Europa het originele model verkrijgbaar bleef. De laatste 200 modellen (zoals alle 1300's in Amerika gebouwd), gebouwd in 1989, werden "Legendary Six" genoemd en waren uitgerust met een speciaal logo op de benzinetank. De eerste en enige vloeistofgekoelde zescilindermotor van Kawasaki verdween in 1989 na de productie van 20000 KZ1300/Z1300's en 4500 Voyagers.
De zeldzaamheid van het model vandaag de dag is grotendeels verantwoordelijk voor de fascinatie van mensen voor de motor, wat zich ook uit op de hedendaagse restwaarde. Veel eigenaren zijn lid van clubs om het model levende en rijdend te houden.